# Чехословакия на летних Олимпийских играх 1948
Чехословакия принимала участие в Летних Олимпийских играх 1948 года в Лондоне (Великобритания) в шестой раз за свою историю, и завоевала шесть золотых, две серебряные и три бронзовые медали. Сборную страны представляли 73 мужчины и 14 женщин.
| Чехословакия на олимпийских играх 1948 года в Лондоне | Чехословакия на олимпийских играх 1948 года в Лондоне                                                                                    | Чехословакия на олимпийских играх 1948 года в Лондоне | Чехословакия на олимпийских играх 1948 года в Лондоне | Чехословакия на олимпийских играх 1948 года в Лондоне |
| Медали                                                | Спортсмены | Вид спорта                                            | Дисциплина                                            | Результат                                             |
| ----------------------------------------------------- | --- | ----------------------------------------------------- | ----------------------------------------------------- | ----------------------------------------------------- |
| 1                                                     | Франтишек Чапек | Гребля на байдарках и каноэ                           | Мужчины, каноэ-одиночки, 10000 м                      | 1.02.05,2                                             |
| 1                                                     | Йозеф Голечек | Гребля на байдарках и каноэ                           | Мужчины, каноэ-одиночки, 1000 метров                  | 5.42,0                                                |
| 1                                                     | Юлиус Торма | Бокс                                                  | Мужчины, до 67 кг                                     |                                                       |
| 1                                                     | Эмиль Затопек | Лёгкая атлетика                                       | Мужчины, 10000 м                                      | 29.59,6 (OR)                                          |
| 1                                                     | Ян Брзак-Феликс Богумил Кудрна | Гребля на байдарках и каноэ                           | Мужчины, каноэ-двойки, 1000 м                         | 5.07,1                                                |
| 1                                                     | Зденька Гонсова Мария Коваржова Милослава Мисакова Милена Мюллерова Вера Ружичкова Ольга Шилганова Божена Срнцова Зденька Вержмиржовская | Спортивная гимнастика                                 | Женщины, многоборье                                   | 527,03                                                |
| 2                                                     | Эмиль Затопек | Лёгкая атлетика                                       | Мужчины, 5000 м                                       | 14.17,8                                               |
| 2                                                     | Вацлав Гавел Иржи Пецка | Гребля на байдарках и каноэ                           | Мужчины, каноэ-двойки, 10000 метров                   | 57.38,5                                               |
| 3                                                     | Зденек Ружичка | Спортивная гимнастика                                 | Мужчины, вольные упражнения                           | 38,10                                                 |
| 3                                                     | Зденек Ружичка | Спортивная гимнастика                                 | Мужчины, кольца                                       | 38,50                                                 |
| 3                                                     | Лео Соторник | Спортивная гимнастика                                 | Мужчины, опорный прыжок                               | 38,50                                                 |